# Baglyaskő vára
Baglyaskő vára Salgótarjánhoz tartozik — a beépített területtől nyugatra, a Karancs u. 78 címen. Egy kis vulkáni kúpra építette a tatárjárás után a Kacsics nemzetség Illés ága; mára csak nyomai láthatók. A Baglyaskő (Bogloskw) nevet erről a dombocskáról kapta.
A várrom a Novohrad-Nógrád UNESCO Globális Geopark egyik kiemelt geológiai értéke, geosite-ja.

## Fekvése
Romjai a Salgótarján központjából Karancsalja felé vezető 2206-os út mellett állnak, amely út Litkével köti össze a várost. Az erődítményt két sziklatömb közé, több szintre építették ki. A sziklák közötti kettős védvonal föltehetőleg facölöpökkel megerősített, vesszőfonatos földfalakból állhatott.

## Története
Történetéről kevés írásos emlék maradt fenn. Valószínűleg a Kacsics nemzetség Illés ága építette a tatárjárás után — feltehetően Péter nógrádi ispán (1246–1271). Először 1268-ból említi oklevél, amely rögzíti, hogy amíg Péter ispán V. István mellett harcolt, addig hívei, Póka és Barnabás azzal is kitűntek, hogy távollétében őrizték várát. A várat és a hozzá tartozó Baglyasalja falut (1950 óta ugyancsak Salgótarján része) Péter halála után hasonnevű fia (II. Péter) örökölte. A 14. század elején a vár még mindig II. Péter birtokai közé tartozott. Amikor nemzetség tagjai 1310-ben Csák Mátéhoz csatlakoztak, ezt a várat is alárendeltségébe adták. 1312-ben Károly Róbert király a rozgonyi csata után elvette a várat, és 1313-ban a hívének, a Kacsics nemzetségből egyedül hozzá csatlakozott, Folkus ágbeli Szécsényi Tamás erdélyi vajdának adományozta. Őt 1327-ben a budai káptalan iktatta birtokba.
A vár jelentős szerepet nem játszott, nevét a 15. században már nem is említették. A vár alatti Baglyas nevű falu a 15. század közepén már Somoskő tartozéka volt. A falak maradványait a helybéliek bontották el, hogy házaik építéséhez használják fel.
Régészeti feltárását a 2010-es évek végén, szlovák–magyar együttműködésben kezdték el. Ennek első lépése a lelőhely lézeres távérzékeléses felmérése volt; emellett drónfelvételek is készültek. A fás szárú növényzettel nem borított részeket talajradarral is átvilágították — az elektromágneses impulzusok másfél-két méter mélységig adtak képet az eltemetett tárgyakról. A felszínt fémkeresővel is végigkutatták, és az eredmények alapján négy feltáró szelvényt jelöltek ki. Az ásatásokat a salgótarjáni Dornyay Béla Múzeum irányítja. A fémkeresővel talált tárgyak között a huszita időszakból származó, valamint Mohács utáni, Ferdinánd-kori darabok is előkerültek, korai Árpád-koriak azonban nem. Ez arra utal, hogy az 1300-as évek elején elpusztult Árpád-kori várat később újraépítették, védműveit megerősítették.
A vármaradványok alól a neolitikus zselízi kultúra leletei, középső rézkori és késő rézkori maradványok kerültek elő, valamint a korai/középső bronzkori hatvani és a késő bronzkori Kyjatice-kultúra számos maradványa. A kiásott tárgyakat a vizsgálatuk és konzerválásuk után kiállításon mutatják be. Ehhez a vár maradványai mellett kiépítik a Baglyaskő Látogatóközpontot.